# Fußballclub (DDR)
Een Fußballclub (afgekort FC) uit de DDR was een speciale prestatiegerichte club. Er bestonden tien clubs van 1965/66 tot 1990. Het is niet hetzelfde als een gewone voetbalclub. 
Sinds de invoering van de sportclubs in 1954 domineerden hun voetbalafdelingen de DDR-Oberliga. De Deutsche Turn- und Sportbund beslisten in 1965 dat het voetbal een uitzondering was in het prestatiesportsysteem van de DDR en dat het niveau van de Oberliga omhoog gebracht moest worden. De voetbalafdelingen van de sportclubs werden zelfstandig gemaakt. Tien afdelingen kregen de speciale status van voetbalclub (FC) en werden zo in december 1965 of januari 1966 een zelfstandige club. Elk district kreeg één voetbalclub waarop Oost-Berlijn de uitzondering was. Buiten de militair gelinkte voetbalclubs BFC Dynamo en FC Vorwärts ontstond er als burgerlijk tegengewicht met 1. FC Union een derde voetbalclub. Dit was opmerkelijk omdat voor de voetbalclubs enkel de sterkste teams in aanmerking kwamen en Union-voorloper TSC Berlin slechts in de tweede klasse speelde. De zes andere sportclubs waarvan de voetbalsectie geen FC werd verloren ook hun voetbalafdeling die dan aan een BSG aangesloten werd.
Een speciale status was er voor SG Dynamo Dresden. Volgens de naam waren ze geen voetbalclub maar een sportgemeenschap, waarin echter enkel voetbal gespeeld werd. De club werd op 12 april 1953 opgericht en werd het voetbalzwaartepunt van SV Dynamo.
Van 1966 tot 1971 was er in Berlin de club de legerclub FC Vorwärts Berlin, die in 1971 analoog met de verhuis van ASK Vorwärts Berlin naar Frankfurt (Oder), ook naar Frankfurt verhuisde en FC Vorwärts Frankfurt werd.
Het systeem leidde tot een twee klassen-systeem in het voetbal. Aanvankelijk de sportclubs en later de FC's stonden tegenover de BSG's, die hun beste spelers moesten afgeven aan de grote clubs. Na 1954 werd er ook nog maar 1 BSG kampioen, namelijk BSG Chemie Leipzig in 1964. Van 1968 tot 1991 eindigden telkens FC's in de top drie.
Na de Duitse hereniging wijzigde het systeem in Oost-Duitsland. Al de BSG's werden ontbonden en de meesten richtten een nieuwe club op onder de historische naam. Van de FC's behielden Union, Erfurt, Jena, Magdeburg en Rostock hun naam. 1. FC Lok Leipzig ging op in het heropgerichte VfB Leipzig, de eerste kampioen van Duitsland. De andere clubs namen nieuwe namen aan. HFC Chemie liet de naam Chemie vallen. BFC Dynamo werd FC Berlin en FC Vorwärts Frankfurt nam de naam FC Viktoria 91 Frankfurt aan. In het geval van FC Karl-Marx-Stadt werd de naamswijziging van de stad ongedaan gemaakt en opnieuw de naam Chemnitz aangenomen waarop de voetbalclub zich Chemnitzer FC noemde.
FC Berlin nam later opnieuw de naam BFC Dynamo aan en na het faillissement van VfB Leipzig deed deze club hetzelfde. SG Dynamo Dresden veranderde de naam in 1. FC Dynamo Dresden, maar ook dit werd in 2006 ongedaan gemaakt.

## Voetbalclubs in de DDR
| Naam                     | Oprichting       | Sportclub           | Huidige naam             |
| ------------------------ | ---------------- | ------------------- | ------------------------ |
| BFC Dynamo               | 15 januari 1966  | SC Dynamo Berlin    | BFC Dynamo               |
| 1. FC Union Berlin       | 20 januari 1966  | TSC Berlin          | 1. FC Union Berlin       |
| FC Vorwärts Berlin       | 18 januari 1966  | ASK Vorwärts Berlin | Frankfurter FC Viktoria  |
| SG Dynamo Dresden        | 12 april 1953    | SG Dynamo Dresden   | SG Dynamo Dresden        |
| FC Rot-Weiß Erfurt       | 26 januari 1966  | SC Turbine Erfurt   | FC Rot-Weiß Erfurt       |
| Hallescher FC Chemie     | 26 januari 1966  | SC Chemie Halle     | Hallescher FC            |
| FC Carl Zeiss Jena       | 20 januari 1966  | SC Motor Jena       | FC Carl Zeiss Jena       |
| FC Karl-Marx-Stadt       | 15 januari 1966  | SC Karl-Marx-Stadt  | Chemnitzer FC            |
| 1. FC Lokomotive Leipzig | 20 januari 1966  | SC Leipzig          | 1. FC Lokomotive Leipzig |
| 1. FC Magdeburg          | 22 december 1965 | SC Magdeburg        | 1. FC Magdeburg          |
| F.C. Hansa Rostock       | 28 december 1965 | SC Empor Rostock    | F.C. Hansa Rostock       |